# Теорема Лапласа
Теоре́ма Лапла́са — одна из теорем линейной алгебры. Названа в честь французского математика Пьера-Симона Лапласа (1749 — 1827), которому приписывают формулирование этой теоремы в 1772 году,  хотя частный случай этой теоремы о разложении определителя по строке (столбцу) был известен ещё Лейбницу.

## Формулировка
Для начала введём несколько определений.
Пусть {\displaystyle A=(a_{ij})} — матрица размера {\displaystyle n\times n}, и пусть выбраны любые {\displaystyle k} строк матрицы {\displaystyle A} с номерами {\displaystyle i_{1}<i_{2}<\ldots <i_{k}} и любые {\displaystyle k} столбцов с номерами {\displaystyle j_{1}<j_{2}<\ldots <j_{k}}.
Определитель матрицы, получаемой из {\displaystyle A} вычеркиванием всех строк и столбцов, кроме выбранных, называется минором {\displaystyle k}-го порядка, расположенным в строках с номерами {\displaystyle i_{1},i_{2},\ldots ,i_{k}} и столбцах с номерами {\displaystyle j_{1},j_{2},\ldots ,j_{k}}. Он обозначается следующим образом:
{\displaystyle M_{j_{1},\ldots ,j_{k}}^{i_{1},\ldots ,i_{k}}=\det {\begin{pmatrix}a_{i_{1}j_{1}}&a_{i_{1}j_{2}}&\ldots &a_{i_{1}j_{k}}\\\vdots &\vdots &\ddots &\vdots \\a_{i_{k}j_{1}}&a_{i_{k}j_{2}}&\ldots &a_{i_{k}j_{k}}\end{pmatrix}}.}
А определитель матрицы, получаемой вычеркиванием только выбранных строк и столбцов из квадратной матрицы, называется дополнительным минором к минору {\displaystyle M_{j_{1},\ldots ,j_{k}}^{i_{1},\ldots ,i_{k}}}:
{\displaystyle {\overline {M}}_{\,j_{1},\ldots ,j_{k}}^{\,i_{1},\ldots ,i_{k}}=\det {\begin{pmatrix}a_{i_{k+1}j_{k+1}}&a_{i_{k+1}j_{k+2}}&\ldots &a_{i_{k+1}j_{n}}\\\vdots &\vdots &\ddots &\vdots \\a_{i_{n}j_{k+1}}&a_{i_{n}j_{k+2}}&\ldots &a_{i_{n}j_{n}}\end{pmatrix}},}
где {\displaystyle i_{k+1}<\ldots <i_{n}} и {\displaystyle j_{k+1}<\ldots <j_{n}} — номера невыбранных строк и столбцов.
Алгебраическое дополнение минора {\displaystyle M_{j_{1},\ldots ,j_{k}}^{i_{1},\ldots ,i_{k}}} определяется следующим образом:
{\displaystyle A_{j_{1},\ldots ,j_{k}}^{i_{1},\ldots ,i_{k}}=(-1)^{p+q}{\overline {M}}_{\,j_{1},\ldots ,j_{k}}^{\,i_{1},\ldots ,i_{k}}}
где {\displaystyle p=i_{1}+\ldots +i_{k}}, {\displaystyle q=j_{1}+\ldots +j_{k}}.
Справедливо следующее утверждение.

Теорема Лапласа
Пусть выбраны любые {\displaystyle k} строк матрицы {\displaystyle A}. Тогда определитель матрицы {\displaystyle A} равен сумме всевозможных произведений миноров {\displaystyle k}-го порядка, расположенных в этих строках, на их алгебраические дополнения.
{\displaystyle \det A=\sum _{j_{1}<\ldots <j_{k}}M_{j_{1},\ldots ,j_{k}}^{i_{1},\ldots ,i_{k}}A_{j_{1},\ldots ,j_{k}}^{i_{1},\ldots ,i_{k}},}
где суммирование ведётся по всевозможным номерам столбцов {\displaystyle j_{1},\ldots ,j_{k}.}

Число миноров, по которым берётся сумма в теореме Лапласа, равно числу способов выбрать {\displaystyle k} столбцов из {\displaystyle n}, то есть биномиальному коэффициенту {\displaystyle \textstyle {n \choose k}}.
Так как строки и столбцы матрицы равносильны относительно свойств определителя, теорему Лапласа можно сформулировать и для столбцов матрицы.
Рассмотрим квадратную матрицу
{\displaystyle A={\begin{bmatrix}5&9&1&3\\3&5&0&0\\67&932&1&2\\1&7&0&0\end{bmatrix}}.}
Выберем вторую и четвертую строки и разложим определитель этой матрицы по теореме Лапласа. Заметим, что в этих строках все миноры второго порядка, кроме {\displaystyle {\begin{vmatrix}3&5\\1&7\end{vmatrix}}}, содержат нулевые столбцы, т.е. заведомо равны нулю и на сумму в теореме не влияют.
Поэтому определитель будет равен:
{\displaystyle |A|=(-1)^{2+4+1+2}\cdot {\begin{vmatrix}3&5\\1&7\end{vmatrix}}\cdot {\begin{vmatrix}1&3\\1&2\end{vmatrix}}=(-1)\cdot 16\cdot (-1)=16}
Из приведенного примера видно, что теорема Лапласа упрощает вычисление определителей не всех матриц, а только матриц особого вида. Поэтому на практике чаще используются другие методы, например, метод Гаусса. Теорема больше применяется для теоретических исследований.

## Разложение определителя по строке (столбцу) (Следствие 1)
Широко известен частный случай теоремы Лапласа — разложение определителя по строке или столбцу. Он позволяет представить определитель квадратной матрицы в виде суммы произведений элементов любой её строки или столбца на их алгебраические дополнения.
Пусть {\displaystyle A=(a_{ij})} — квадратная матрица размера {\displaystyle n\times n}. Пусть также задан некоторый номер строки {\displaystyle i} либо номер столбца {\displaystyle j} матрицы {\displaystyle A}. Тогда определитель {\displaystyle A} может быть вычислен по следующим формулам:

Разложение по {\displaystyle i}-й строке:
{\displaystyle \det A=\sum _{j=1}^{n}a_{ij}A_{ij}}
Разложение по {\displaystyle j}-му столбцу:
{\displaystyle \det A=\sum _{i=1}^{n}a_{ij}A_{ij}}

где {\displaystyle A_{ij}} — алгебраическое дополнение к минору, расположенному в строке с номером {\displaystyle i} и столбце с номером {\displaystyle j}. {\displaystyle A_{ij}} также называют алгебраическим дополнением к элементу {\displaystyle a_{ij}}.
Утверждение является частным случаем теоремы Лапласа. Достаточно в ней положить {\displaystyle k} равным 1 и выбрать {\displaystyle i}-ую строку, тогда минорами, расположенными в этой строке будут сами элементы.
Рассмотрим квадратную матрицу
{\displaystyle A={\begin{bmatrix}1&2&3\\4&5&6\\7&8&9\end{bmatrix}}.}
Разложим определитель по элементам первой строки матрицы:
{\displaystyle |A|=1\cdot {\begin{vmatrix}5&6\\8&9\end{vmatrix}}-2\cdot {\begin{vmatrix}4&6\\7&9\end{vmatrix}}+3\cdot {\begin{vmatrix}4&5\\7&8\end{vmatrix}}=1\cdot (-3)-2\cdot (-6)+3\cdot (-3)=0.}
(Обратите внимание, что у алгебраического дополнения ко второму элементу первой строки отрицательный знак).
Также определитель можно разложить, например, по элементам второго столбца:
{\displaystyle |A|=-2\cdot {\begin{vmatrix}4&6\\7&9\end{vmatrix}}+5\cdot {\begin{vmatrix}1&3\\7&9\end{vmatrix}}-8\cdot {\begin{vmatrix}1&3\\4&6\end{vmatrix}}=-2\cdot (-6)+5\cdot (-12)-8\cdot (-6)=0.}

## Следствие 2 (фальшивое разложение определителя)
Сумма произведений всех элементов некоторой строки (столбца) матрицы {\displaystyle A} на алгебраические дополнения соответствующих элементов любой другой строки (столбца) равна нулю.
Рассмотрим сумму произведений всех элементов произвольной {\displaystyle k}-ой строки матрицы {\displaystyle A} на алгебраические дополнения соответствующих элементов любой другой, скажем, {\displaystyle i}-ой строки матрицы {\displaystyle A}. Пусть {\displaystyle A'} – матрица, у которой все строки, кроме {\displaystyle i}-ой, такие же, как у матрицы {\displaystyle A}, а элементами {\displaystyle i}-ой строки матрицы {\displaystyle A'} являются соответствующие элементы {\displaystyle k}-ой строки матрицы {\displaystyle A}. Тогда у матрицы {\displaystyle A'} две одинаковые строки и, следовательно, по свойству матрицы об одинаковых строках имеем, что {\displaystyle \det A'=0}. С другой стороны, по следствию 1 определитель {\displaystyle \det A'} равен сумме произведений всех элементов {\displaystyle i}-ой строки матрицы {\displaystyle A'} на их алгебраические дополнения. Заметим, что алгебраические дополнения элементов {\displaystyle i}-ой строки матрицы {\displaystyle A'} совпадают с алгебраическими дополнениями соответствующих элементов {\displaystyle i}-ой строки матрицы {\displaystyle A}. Но элементами {\displaystyle i}-ой строки матрицы {\displaystyle A'} являются соответствующие элементы {\displaystyle k}-ой строки матрицы {\displaystyle A}. Таким образом, сумма произведений всех элементов {\displaystyle i}-ой строки матрицы {\displaystyle A'} на их алгебраические дополнения с одной стороны равна нулю, а с другой стороны равна сумме произведений всех элементов {\displaystyle k}-ой строки матрицы {\displaystyle A} на алгебраические дополнения соответствующих элементов {\displaystyle i}-ой строки матрицы {\displaystyle A}.